# Карло II Малатеста
Вижте пояснителната страница за други личности с името Карло II.
Карло II Малатеста (на италиански: Carlo II Malatesta; * ок. 1390, Венеция, Венецианска република; † 14 ноември 1438, Пезаро, Папска държава) е италиански кондотиер от род Малатеста, господар на Пезаро, Градара, Сенигалия, Фосомброне, Чивитанова Марке.

## Произход и брак
Той е вторият син на Малатеста IV Малатеста (1370 – 1429), сеньор на Пезаро (1381 – 1429), Фосомброне, Фрата Тодина, Градара, Йези, Тоди, Нарни, Орте и Акуаспарта, и на съпругата му Елизабета Да Варано (1367 – 1405), дъщеря на Родолфо II Да Варано ди Камерино.
Карло се жени през 1428 г. за Витория Колона, племенница на папа Мартин V. Нямат деца.